# Trumvargspindel
Trumvargspindel (Hygrolycosa rubrofasciata) är en spindelart som först beskrevs av Ohlert 1865.  Trumvargspindel ingår i släktet Hygrolycosa och familjen vargspindlar. Arten är reproducerande i Sverige. Inga underarter finns listade i Catalogue of Life.